# Picanço-castanho
Picanço-castanho (nome científico: Lanius cristatus) é uma espécie de ave passeriforme da família dos picanços encontrada principalmente na Ásia.